# Massimo d'Aveia
Massimo (Aveia, 228 circa – 250 circa) è stato un giovane cristiano, che subì il martirio sotto Decio. È venerato come santo dalla Chiesa cattolica.

## Biografia
Massimo nacque nella prima metà del III secolo (indicativamente intorno all'anno 228) ad Aveia, antica cittadina della conca aquilana, da una famiglia cristiana che lo fece studiare e lo avvicinò al cristianesimo. Il giovane era aspirante al sacerdozio. 
Fu imprigionato durante le persecuzioni di Decio, avvenute tra la fine del 249 e la metà del 251. Condotto dinanzi al prefetto di Aveia, Massimo non rinnegò mai Gesù Cristo e la sua fede in lui, neanche sotto tortura. La tradizione vuole che il prefetto gli aveva persino promesso la figlia in sposa, ma Massimo non abiurò e fu condannato a morte.

## Le leggende sul martirio e le reliquie
Sul destino del giovane dopo la condanna esistono due versioni, legate una alla venerazione del santo all'Aquila e l'altra a quella a Penne.
Secondo la prima leggenda, Massimo fu gettato dalla rupe più alta della città di Aveia, il monte Circolo, sul quale sorgono attualmente i castelli di Fossa e di Ocre. Il corpo fu quindi riportato in città e iniziò a essere venerato come santo. Dopo la distruzione di Aveia da parte dei Longobardi nel VI secolo, le reliquie di san Massimo furono trasferite a Forcona, dove venne eretta una chiesa in suo nome, diventata cattedrale della neo-istituita diocesi di Forcona, di cui san Massimo fu dichiarato patrono. Il 10 giugno 956 l'imperatore Ottone I di Sassonia e papa Giovanni XII si recarono a venerare le reliquie del santo; a causa di tale evento, il 10 giugno si celebra la ricorrenza di san Massimo. Nel 1257 la diocesi di Forcona fu spostata nella neonata città dell'Aquila e le reliquie vennero tumulate nella cattedrale cittadina, dedicata a lui e a san Giorgio. San Massimo diventò quindi patrono della nuova diocesi e a lui si affiancano attualmente altri tre compatroni: sant'Equizio, san Celestino V e san Bernardino da Siena. Uno scavo nel 2019 presso la cripta della Cattedrale dell'Aquila, in occasione dei restauri successivi al terremoto dell'Aquila del 2009, ha riportato alla luce un sarcofago con resti di tre vescovi; in particolare, si è ipotizzato che il corpo risalente alla tarda età imperiale romana possa essere quello di San Massimo.
Una seconda leggenda vuole che Massimo fu invece ucciso per affogamento nel fiume Aterno con un masso legato al collo. Trasportato dalla corrente, fu ritrovato morto nei pressi di Castiglione a Casauria, nelle vicinanze dell'attuale abbazia di San Clemente a Casauria, e il suo corpo fu traslato in una chiesa intitolata a san Comizio. Successivamente le reliquie, per evitare la profanazione, furono trasportate nell'868 nella cattedrale di Penne, sede vescovile. Il santo diventò quindi patrono della diocesi ed è attualmente compatrono dell'arcidiocesi di Pescara-Penne, insieme a san Cetteo di Amiterno. Il san Massimo venerato a Penne potrebbe, tuttavia, essere una figura diversa da quella di Massimo d'Aveia. Esiste infatti una leggenda secondo cui, il 7 maggio 306, durante la persecuzione di Diocleziano, questi fu affogato nello stesso fiume insieme ai compagni Luciano e Venanzio. I corpi furono quindi tenuti in un edificio religioso nelle vicinanze del fiume fino all'868, data di traslazione nella cattedrale pennese.